# جان اندرسون (پرتاب‌گر دیسک)
جان اندرسون (انگلیسی: John Anderson؛ ۴ ژوئیه ۱۹۰۷ – ۱۱ ژوئیه ۱۹۴۸) پرتاب‌گر دیسک اهل ایالات متحده آمریکا بود.
وی در مسابقات کشوری و بین‌المللی در مجموع برندهٔ ۱ مدال طلا شده‌است.